# Вемич, Душан
Душан Вемич (серб. Душан Вемић; родился 17 июня 1976 года в Задаре, СФРЮ) — сербский теннисист.

## Спортивная карьера
Профессиональную карьеру начал в 1995 году. В 1997 году выиграл турнир серии «челленджер» в Скопье. В апреле 1998 года дебютирует в туре ATP. Произошло это на турнире в Монте-Карло, где он выступил в парном разряде. Дебют в одиночном разряде состоялся в начале мая 1998 года в Риме. В первом раунде он проиграл Франсиско Клавету 2-6, 4-6. Осенью он берёт реванш, обыграв Клавета в матче первого раунда турнира в Мальорке, но во втором раунде он выбывает. В 1999 году в парном разряде впервые выходит в финал турнира ATP. Произошло это событие на турнире в Кицбюэле в паре с Алексом Калатравой. В 2000 году в паре с Брэндоном Купом дебютировал на турнире турнире из серии Большого шлема Открытом чемпионате Австралии. В том же году в парном рейтинге впервые поднялся в первую сотню. Осенью 2000 года Вемич выступил в парном мужском разряде на Олимпийских играх в Сиднее (в паре с Ненадом Зимоничем), но выбыл в первом раунде.
В 2001 году сыграл на турнире в Скоттсдейле. В мае 2003 года выиграл одиночный турнир «фьючерс». В том же году вышел во второй раунд турнира в Ньюпорте, обыграв Марди Фиша. В октябре 2003 года одержал ещё одну победу на «фьючерсе». В 2005 году на турнире в Ньюпорте он впервые выходит в четвертьфинал в одиночном разряде. В июне 2006 года в парном разряде добрался до третьего раунда Уимблдонского турнира (с Ираклием Лабадзе). В июле 2006 года Вемич смог выйти в третий раунд на турнире в Кицбюэле. В одиночном разряде в первый и последний раз в карьере выступил в основной сетке турнира Большого шлема в 2007 году на Открытом чемпионате Франции. В первом раунде он проиграл соотечественнику Янко Типсаревичу 6-7(3), 4-6, 6-4, 3-6. Ровно через год во Франции он смог дойти до полуфинала турнира в мужском парном разряде (с Бруно Соаресом). В августе того же 2008 года в Лос-Анджелесе с американцем Трэвисом Пэрроттом вышел в свой второй финал турнира ATP за карьеру. Затем на Открытом чемпионате США ему удается в паре с Соаресом дойти до четвертьфинала. В 2010 году на Австралийском чемпионате уже в паре с Иво Карловичем Вемичу удается выйти в полуфинал. Последний раз выступил в августе 2011 года на «челленджере» в Ванкувере.

## Выступления на турнирах ATP
| Легенда                        |
| ------------------------------ |
| Турниры Большого шлема         |
| Кубок Мастерс / финал АТР-тура |
| ATP Мастерс / ATP Мастерс 1000 |
| АТР Gold / АТР 500             |
| АТР International/ АТР 250     |

### Поражения в финалах (2)

#### Парный разряд (2)
| №  | Дата           | Турнир       | Покрытие | Партнёр         | Соперники в финале         | Счёт в финале       |
| -- | -------------- | ------------ | -------- | --------------- | -------------------------- | ------------------- |
| 1. | 26 июля 1999   | Кицбюэль     | Грунт    | Алекс Калатрава | Петер Нюборг Крис Хаггард  | 3-6, 7-6(4), 6-7(4) |
| 2. | 4 августа 2008 | Лос-Анджелес | Хард     | Тревис Пэрротт  | Рохан Бопанна Эрик Буторак | 6-7(5), 6-7(5)      |